# Peter Ďungel
Peter Ďungel (sinh 6 tháng 9 năm 1993) là một tiền vệ bóng đá Slovakia hiện tại thi đấu cho câu lạc bộ Fortuna Liga FK Senica, mượn từ FK Pohronie.

## Sự nghiệp câu lạc bộ

### FK Senica
Ďungel ra mắt tại Fortuna Liga cho FK Senica trước FC DAC 1904 Dunajská Streda ngày 18 tháng 2 năm 2018.